# Pascual de Aragón
Pascual de Aragón-Córdoba-Cardona y Fernández de Córdoba (Mataró, 1626 - Madrid, 1677) fue cardenal y hombre de estado español, arzobispo de Toledo, virrey de Nápoles, inquisidor general de España y consejero de estado.

## Biografía
Fue hijo de Enrique de Aragón (duque de Cardona y Segorbe, y virrey de Cataluña) y de su segunda esposa Catalina Fernández de Córdoba y Figueroa (hija de los marqueses de Priego).  Estudió en el colegio de San Bartolomé de la universidad de Salamanca, donde se graduó en cánones.
En 1648 fue nombrado canónigo de la catedral de Toledo, y poco después arcediano de Talavera, capellán mayor de Toledo y catedrático en la universidad de Toledo; en 1652 promotor fiscal de la Inquisición y al año siguiente miembro del consejo de Aragón en la regencia de Cataluña.
En 1655 fue ordenado sacerdote por el arzobispo Baltasar Moscoso y Sandoval y en abril de 1660 el papa Alejandro VII lo nombró cardenal presbítero de Santa Balbina, con cuyo título fijó su residencia en Roma.
En 1664 Felipe IV le encargó el virreinato del reino de Nápoles en sustitución de Gaspar de Bracamonte Guzmán; en sus funciones como virrey tuvo que hacer frente a la precaria situación de Nápoles, inmersa en la corrupción y el bandidaje. A su regreso a España fue nombrado miembro del Consejo de Estado.
Mariana de Austria, regente tras la muerte de Felipe IV, le nombró inquisidor general de España, aunque poco después le instó a renunciar sin haber llegado a ejercer efectivamente el puesto.
En febrero de 1666 recibió el arzobispado de Toledo, cuya dignidad le confería el cargo de miembro del consejo de regencia constituido durante la minoría de edad de Carlos II.  En abril del mismo año volvió a España dejando el gobierno de Nápoles a su hermano Pedro Antonio de Aragón.
A pesar de su condición cardenalicia, no participó en los cónclaves de 1667, 1669 y 1676. Nombrado presidente del Consejo de Aragón en 1677, murió en Madrid ese mismo año dejando todos sus bienes al colegio de Nuestra Señora de los Infantes; su cuerpo fue enterrado en el convento de las capuchinas de Toledo, del cual había sido protector y benefactor.
| Predecesor: Gaspar de Bracamonte Guzmán   | Virrey de Nápoles 1664 - 1666                     | Sucesor: Pedro Antonio de Aragón            |
| Predecesor: Diego de Arce y Reinoso       | Inquisidor general de España 1665                 | Sucesor: Juan Everardo Nithard              |
| Predecesor: Baltasar Moscoso y Sandoval   | Arzobispo de Toledo Primado de España 1666 - 1677 | Sucesor: Luis Manuel Fernández Portocarrero |
| Predecesor: Melchor de Navarra y Rocafull | Presidente del Consejo de Aragón 1677             | Sucesor: Pedro Antonio de Aragón            |